# Josep Rossell i Ramonet
Josep Rossell i Ramonet (Organyà, 3 de novembre de 1928 - Cerdanyola del Vallès, 29 d'agost de 2007) fou rector de l'església de Sant Martí de Cerdanyola del Vallès durant més de vint-i-cinc anys. Declarat fill adoptiu de la vila el 1995, va estudiar Filosofia i Teologia al Seminari de la Seu d'Urgell durant tretze anys. El 12 de juny de 1953 rebé l'Orde del Sotsdiaconat i el 20 de juny de l'any següent fou ordenat sacerdot. Fou destinat com a vicari a La Pobla de Segur el 1954, i a Guissona el 1956. El 1961 fou nomenat ecònom de Llavorsí, i l'any 1966 d'Isona. El 1968 va ser traspassat al Bisbat de Barcelona en el qual l'any 1970 fou nomenat ecònom de la parròquia de Sant Martí de Cerdanyola del Vallès. Va suposar una autèntica revolució social la seva arribada, ja que va coincidir amb els últims anys del franquisme i l'etapa de la transició, i va saber adaptar-se a tots els canvis socials de l'època i donar suport a tothom que s'acostava a demanar ajuda. Va ser rector de la parròquia durant 36 anys, fins a la seva jubilació canònica l'any 2006. L'any 1995 va ser nomenat fill adoptiu de Cerdanyola. Va morir el 29 d'agost de 2007 a l'edat de 78 anys.
A finals dels setanta, Rosell, va expressar el seu escepticisme sobre les suposades aparicions de la Mare de Déu de Lorda a Can Cerdà  i va alertar sobre el perill que grups integristes poguessin explotar el fenomen amb finalitats econòmiques.